# Hyagnis pakistanus
Hyagnis pakistanus là một loài bọ cánh cứng trong họ Cerambycidae.